# 489 f.Kr.

## Händelser

### Efter plats

#### Grekland
- Efter segern vid Marathon året innan leder Miltiades en flottexpedition till ön Paros för att göra upp ett privat mellanhavande. Expeditionen är dock inte framgångsrik och när han återvänder blir han stämd i en rättegång ledd av Xanthippos samt blir satt i fängelse, där han dör av de sår han har ådragit sig på Paros.
- Soldaten och statsmannen Aristides "den rättvise" blir förste arkont av Aten.

## Avlidna
- Miltiades, atensk politiker och general (född cirka 550 f.Kr.)